# 안현필
안현필(安賢弼, 1913년 ~ 1999년)은 대한민국의 입시 학원인 EMI학원의 설립자이다.
제주에서 출생하였으며 일본으로 유학하였다. 일본 아오야마가쿠인대학 영문과 졸업 후 삿포로 상업 고등학교의 교사를 역임하였다. 귀국 후 학원인 EMI학원을 설립하고 원장을 역임하였다. 영어 학습서인 '영어실력기초', '메들리삼위일체영어' 등을 집필하였고, 말년에는 건강 관련 저술가로 활동하였다.